# Nördre Långsjön
Nördre Långsjön är en sjö i Älvdalens kommun i Dalarna och ingår i Dalälvens huvudavrinningsområde. Sjön har en area på 0,191 kvadratkilometer och ligger 766,8 meter över havet. Vid provfiske har abborre och gädda fångats i sjön.

## Delavrinningsområde
Nördre Långsjön ingår i det delavrinningsområde (685144-132461) som SMHI kallar för Utloppet av Nördre Långsjön. Medelhöjden är 778 meter över havet och ytan är 1,59 kvadratkilometer. Det finns inga avrinningsområden uppströms utan avrinningsområdet är högsta punkten. Vattendraget som avvattnar avrinningsområdet har biflödesordning 3, vilket innebär att vattnet flödar genom totalt 3 vattendrag innan det når havet efter 510 kilometer. Avrinningsområdet består mestadels av skog (71 procent) och sankmarker (17 procent). Avrinningsområdet har 0,19 kvadratkilometer vattenytor vilket ger det en sjöprocent på 11,8 procent.